# Cinasa dependiente de ciclina

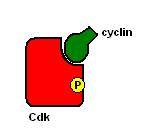
Cdk-ciclina.

Las cinasas dependientes de ciclina, también llamadas quinasas dependientes de ciclina (en inglés: cyclin-dependent kinases, Cdk) son enzimas que regulan el correcto desarrollo del ciclo celular. Estructuralmente, son heterodímeros constituidos por una subunidad cinasa y una subunidad ciclina. Esta última dota de especificidad a la Cdk y permite la regulación de su actividad, fundamentalmente mediante proteólisis dependiente de ubicuitinación y posterior traslado al proteasoma.

## Relación con el ciclo celular
El ciclo celular está finamente regulado mediante cascadas de fosforilaciones y desfosforilaciones de proteínas clave. Existen fosfatasas constitutivas, que expresan su función continuamente, pero la actividad cinasa de dianas clave sólo depende en última instancia de una Cdk específica, cuya especificidad depende de su subunidad ciclina. Es decir: la actividad de las Cdk se regula mediante la existencia de ciclinas funcionales, lo que conlleva que estén expresadas, carezcan de inhibidores, posean el correcto grado de fosforilación y que no estén marcadas para su degradación inmediata.

## Principales ciclinas y Cdk de vertebrados ySaccharomyces cerevisiae
Para la lectura de la tabla cabe destacar que la denominación general de los complejos Cdk sigue el patrón Cdk-X donde X es la fase del ciclo celular para cuyo desenvolvimiento es esencial.
|                      | Vertebrados |              | Levaduras  |              |
| Complejo Cdk/ciclina | Ciclina     | Cdk asociada | Ciclina    | Cdk asociada |
| Cdk-G1               | ciclina D   | Cdk 4,6      | Cln3       | Cdc28        |
| Cdk-G1/S             | ciclina E   | Cdk2         | Cln1,2     | Cdc28        |
| Cdk-S                | ciclina A   | Cdk2         | Clb5,6     | Cdc28        |
| Cdk-M                | ciclina B   | Cdk1         | Clb1,2,3,4 | Cdc28        |